# Tenderly / Flow
Pour les articles homonymes, voir Tenderly.
Singles de Disclosure
Offline Dexterity / Street Light Chronicle
(2010) Boiling
(2012)
Tenderly / Flow est le deuxième single du duo britannique de musique électronique Disclosure.

## Liste des titres
Toutes les chansons sont écrites et composées par Howard Lawrence, Guy Lawrence.
| 1. | Tenderly | 5:04 |
| 2. | Flow     | 5:09 |

## Classements
| Classement (2012)               | Meilleure position |
| ------------------------------- | ------------------ |
| Belgique (Flandre Ultratip 100) | 66                 |

## Historique des sorties
| Pays        | Date         | Format                 | Label     |
| ----------- | ------------ | ---------------------- | --------- |
| Royaume-Uni | 30 juin 2012 | Téléchargement digital | Make Mine |